# Stadion Minjor w Dimitrowgradzie
Stadion Minjor (bułg. Стадион Миньор) – stadion sportowy w Dimitrowgradzie, w Bułgarii. Obiekt może pomieścić 10 000 widzów. Swoje spotkania rozgrywają na nim piłkarze klubu FK Dimitrowgrad.